# Valbondione
Valbondione – miejscowość i gmina we Włoszech, w regionie Lombardia, w prowincji Bergamo.
Według danych na styczeń 2009 gminę zamieszkiwało 1100 osób przy gęstości zaludnienia 11,5 os./1 km².